# Zakład Balneologiczny w Sopocie
Zakład Balneologiczny w Sopocie – znajduje się na terenie Pomorskiego Centrum Reumatologicznego im. dr Jadwigi Titz-Kosko w Sopocie Spółka z o.o. (ul.Grunwaldzka 1-3, 81-759 Sopot), przed wejściem na molo. Obiekt został wpisany do rejestru zabytków w 1982.
Zakład Balneologiczny powstał w 1903 (jak głosi tablica przed wejściem do budynku), a koszt jego budowy wyniósł 460 tys. marek. Obiekt zaprojektowali Paul Puchmüller i Heinrich Dunkel. Zbudowany on został na terenie zajmowanym wcześniej przez zakład kąpielowy Jerzego Haffnera. Na jego ścianie znajduje się tablica upamiętniająca założyciela kąpieliska.

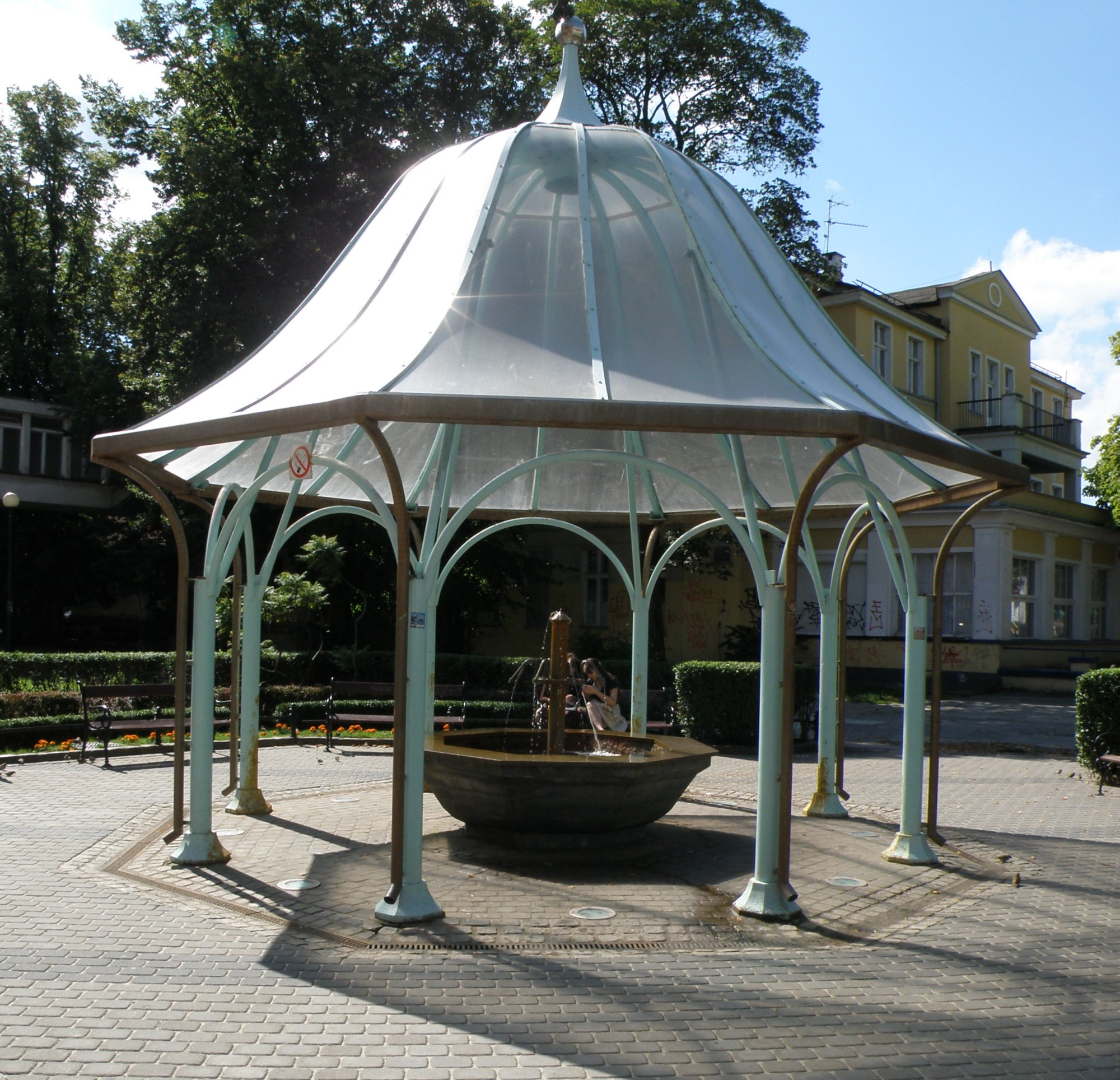
Fontanna z solanką przy zakładzie

Budynek ozdobiony jest rzeźbami i witrażami. Nad głównym portalem ulokowane zostały: rzeźba syreny i trytona oraz herb miasta (jeden z najstarszych w Sopocie). Okna sali zabiegowej posiadają secesyjne witraże Ferdynanda Müllera z Quedlinburga.
Natomiast komin znajdujący się w północno-wschodnim narożniku budynku został obudowany wieżą. U jej szczytu znajduje się oszklona galeria widokowa pełniąca również funkcję latarni morskiej. Po obwodzie komina biegną schody żelbetowo-spiralne.
W Zakładzie Balneologicznym można skorzystać m.in. z kąpieli solankowych, krioterapii, kinezyterapii, balneoterapii, hydroterapii, inhalacji oraz zabiegów rehabilitacji narządów ruchu.
Naprzeciwko zakładu znajduje się fontanna, do której woda pompowana jest ze zdroju św. Wojciecha.
W listopadzie 2007 powstała dokumentacja projektowa, według której mają zostać podjęte działania mające na celu rekonstrukcję latarni wieńczącej wieżę do lat 60. XX wieku. Przed podjęciem prac remontowych latarnia posadowiona jest na ok. 32,5 m n.p.m. Wieża zbudowana jest z cegły ceramicznej oraz dziurawki na zaprawie wapiennej. Na szczycie murów znajdują się drewniane murłaty (ok. 16x16 cm). Drewniana więźba dachowa oparta jest na krzyżowym stropie z belek. Konstrukcja dachu pokryta jest zieloną, ocynkowaną blachą.